# Belagerung von Aruad
Die Belagerung von Aruad fand im Jahr 1302 auf der Insel Aruad vor der Küste Syriens statt. Mit der Inselfestung fiel am 28. September 1302 der letzte Außenposten der Kreuzfahrer an der Levanteküste endgültig in die Hände der muslimischen Mamluken.

## Vorgeschichte
In den vorangegangenen 200 Jahren waren die Kreuzfahrerstaaten nach und nach von den Muslimen zurückgedrängt worden. Nach dem Fall Jerusalems verlegten die Kreuzfahrer ihr Hauptquartier 1191 in die Küstenstadt Akkon, dort hielten sie sich für 100 Jahre, bis zum Fall der Stadt am 28. Mai 1291. Das Hauptquartier wurde zunächst ins nördlich gelegene Tartus verlegt, doch die Stadt fiel noch im gleichen Jahr an die Mamluken, worauf die Kreuzfahrer ihre Stellungen auf dem Festland (insbesondere auch Château Pèlerin) aufgaben und ihr Hauptquartier auf die Insel Zypern zurückzogen. Der letzte König von Jerusalem, Heinrich von Lusignan, der gleichzeitig König von Zypern war, versuchte im Jahre 1300 zusammen mit den drei wichtigsten Ritterorden (Templer, Johanniter und Deutschritter) Tartus zurückzuerobern, um erneut auf dem Festland Fuß zu fassen. Unmittelbar gegenüber von Tartus lag vor der Küste die winzige befestigte Insel Aruad. Die Truppen schifften sich zunächst dorthin ein, um von dort aus die Stadt von See her anzugreifen, während gleichzeitig die verbündeten Mongolen unter Ghazan Ilchan von der Landseite her angreifen sollten. Da sich die Mongolen um Monate verspäteten, kehrte der Großteil der Truppen nach Zypern zurück, ohne etwas erreicht zu haben.

## Belagerung
Die Templer versuchten auf Aruad einen dauerhaften Stützpunkt zu errichten. Der Besitz der Insel wurde ihnen von Papst Bonifatius VIII. bestätigt. Ihre Garnison umfasste 120 Ritter, 500 Bogenschützen und 400 Männer und Frauen als ziviles Dienstpersonal (größtenteils syrische Christen). Kommandeur des Stützpunktes war Barthélemy de Quincy, Marschall des Templerordens.
Im Jahre 1302 sandten die Mamluken eine 16 Schiffe starke Flotte von Ägypten nach Tripolis, von wo aus sie die Belagerung der Insel begannen. Sie landeten an zwei Stellen und errichteten ein befestigtes Lager. Die Templer verteidigten sich erbittert, wurden nach anfänglichen Erfolgen schließlich aber in den zentralen Donjon der Inselfestung zurückgedrängt und dort schließlich ausgehungert. Bruder Hugues de Dampierre vereinbarte mit den Belagerern, die Insel am 26. September 1302 zu übergeben, unter der Bedingung, dass sie freies Geleit in ein christliches Land ihrer Wahl erhielten. Als die Verteidiger daraufhin am 26. September die Tore öffneten, brachen die Mamluken die Vereinbarung und überfielen die Christen. Barthélemy de Quincy wurde im folgenden Gefecht getötet, alle Bogenschützen wurden hingerichtet, einige der Zivilisten in die Sklaverei verschleppt, Dutzende der überlebenden Tempelritter wurden als Gefangene in Kairo eingekerkert. Gemäß dem Bericht eines damaligen Mitgefangenen im Kerker von Kairo, dem Genuesen Matthias Zaccaria, waren Jahre später noch 40 von ihnen am Leben, die man schließlich verhungern ließ, nachdem sie eine Konversion zum Islam hartnäckig abgelehnt hatten.
Eine zypriotische Flotte zum Entsatz der Insel war bereits von Famagusta aufgebrochen, traf allerdings nicht mehr rechtzeitig ein.

## Folgen
Aruad war die letzte Stellung der Kreuzfahrer im Heiligen Land. Die Mongolen rückten 1303 erneut mit einer gewaltigen Armee, zusammen mit ihren christlichen Verbündeten aus Kleinarmenien, nach Syrien ein, konnten aber keine entscheidenden Gebietsgewinne erzielen. Schließlich wurden die Mongolen sowie ihre armenischen Vasallen in der Schlacht von Homs am 30. März 1303 und der entscheidenden Schlacht von Shaqhab, südlich von Damaskus, am 21. April 1303, geschlagen.
Nach dem Fall von Aruad unternahmen die Kreuzfahrer von Zypern aus noch einige Überfälle auf die syrische Küste und zerstörten die südlich von Beirut gelegene Stadt Damur. Einen dauerhaften Stützpunkt an der Levanteküste konnten sie jedoch nie wieder errichten.